# Trautmann Róbert
Trautmann Róbert (Bécs, 1873. december 9. – Ózd, 1953. május 26.) építészmérnök, ácsmester, botanikus, Trautmann Rezső (1907–1995) építészmérnök, politikus apja.

## Élete
Trautmann Rezső (1847–1914) ácsmester, építési vállalkozó, a Trautmann Rezső és Fia cég megalapítója és Pauli Emília Jozefa (1849–1895) fiaként született.
Apja Hamburgból származott, s miután elvégezte az építőipari szakiskolát, vándorútra kelt és Zürichen át Bécsbe került. Itt egy építőipari részvénytársaság alkalmazásába állt, és hat évvel később helyettes igazgatói kinevezést kapott. Ekkor került kapcsolatba Neuschloss Károllyal, aki 1875-ben a budapesti ácstelepének vezetésére szerződtette. Harminc évig dolgozott a Neuschloss Károly és Fiai cégnél, majd önállósította magát és sikeres vállalatot épített fel. 1872. szeptember 25-én Bécsben kötött házasságot Pauli Emília Jozefával, majd egy évvel később megszületett első gyermekük, Róbert, akit további két fiú és egy lány követett.
Középiskolai tanulmányait 1883 és 1891 között a Budapesti V. Kerületi Állami Főreáliskolában végezte. Ezután a budapesti József Műegyetem hallgatója lett. Oklevelének megszerzése után apjával közös építővállalatot alapított, amely 25 évig működött, de a gazdasági világválság miatt fel kellett számolni.
1910-ben mint ácsmestert a Magyar Építőmesterek Egyesületének rendes tagjává választották.
Mint tervező és kivitelező mérnök jelentős tevékenységet fejtett ki a magyar ipari építészetben.
Botanikai kutatásokat is végzett, a mentafélék magyar szakértője lett, főleg a hazai és a balkáni menták rendszertanának vizsgálatában tűnt ki.
Tagja volt a Természettudományi Társaság növénytani szakosztályának, melynek több évig elnöke is volt, valamint állandó munkatársa volt a Botanikai Közleményeknek is.

### Családja
Felesége Kovalik Mária Anna (1878–1942) volt, Kovalik Ferenc és Knauer Tekla lánya, akivel 1903. november 14-én Budapesten, a Józsefvárosban kötött házasságot.
Gyermekei:
- Trautmann Ilona (1905–1986). Férje Müller Jenő Lajos (1901–1960) orvos.
- Trautmann Rezső (1907–1995) építész, politikus.
- Trautmann Emília Hermina (1910–2005). Férje Wenzel Ernő Pál (1894–1983) műszaki tisztviselő.
- Trautmann Anna Margit (1912–1981) gimnáziumi tanárnő. Férje Kaippel Jenő (1908–1980) kéményseprőmester.

## Főbb munkái
- A Mentha memorosa Wild. és alakköre (Pécs, 1933)
- Mentha L. Mentha (Jávorka Sándor: Magyar Flóra, Budapest, 1924–1925)